# Mirosław Bulzacki
Mirosław Andrzej Bulzacki (* 23. října 1951, Lodž) je bývalý polský fotbalista, obránce. V roce 1973 byl vyhlášen nováčkem roku polské fotbalové ligy.

## Fotbalová kariéra
Hrál v polské nejvyšší soutěži za ŁKS Łódź ve 293 utkáních, v nichž dal 3 branky. Kariéru končil v německých nižších soutěžích. Za polskou reprezentaci nastoupil v letech 1973–1975 ve 23 utkáních, na Mistrovství světa ve fotbale 1974, kde Polsko získalo bronzové medaile za 3. místo, byl členem týmu, ale v utkání nenastoupil.

## Ligová bilance
| Ročník                 | Zápasy | Góly | Klub     |
| ---------------------- | ------ | ---- | -------- |
| 2. polská liga 1969/70 | -      | -    | ŁKS Łódź |
| 2. polská liga 1970/71 | -      | -    | ŁKS Łódź |
| Ekstraklasa 1971/72    | 6      | 0    | ŁKS Łódź |
| Ekstraklasa 1972/73    | 24     | 1    | ŁKS Łódź |
| Ekstraklasa 1973/74    | 30     | 1    | ŁKS Łódź |
| Ekstraklasa 1974/75    | 30     | 1    | ŁKS Łódź |
| Ekstraklasa 1975/76    | 22     | 0    | ŁKS Łódź |
| Ekstraklasa 1976/77    | 27     | 0    | ŁKS Łódź |
| Ekstraklasa 1977/78    | 29     | 0    | ŁKS Łódź |
| Ekstraklasa 1978/79    | 29     | 0    | ŁKS Łódź |
| Ekstraklasa 1979/80    | 27     | 0    | ŁKS Łódź |
| Ekstraklasa 1980/81    | 26     | 0    | ŁKS Łódź |
| Ekstraklasa 1981/82    | 26     | 0    | ŁKS Łódź |
| Ekstraklasa 1982/83    | 17     | 0    | ŁKS Łódź |
| CELKEM 1. liga         | 293    | 3    |          |